# Theater Rote Grütze
Das Theater Rote Grütze ist ein Kinder- und Jugendtheater in Berlin.

## Geschichte
Der Schauspieler des GRIPS-Theaters Holger Franke gründete 1972 mit anderen das sozial engagierte realistische Kindertheater Rote Grütze. Mitbegründer und Schauspieler waren: Helma Fehrmann (1944–2010), Dagmar Dorsten, Günter Brombacher (1950–2012), Reinhold Schäfer und Alfred Cybulska.
Das erste Projekt war 1973 das Aufklärungsstück Darüber spricht man nicht. Bis heute (Stand: 2006) wurde das Stück in über 40 Inszenierungen im In- und Ausland gezeigt, darunter in Japan, Kanada und Kenia.
Danach folgte 1976 wieder ein Aufklärungsstück mit dem Titel Was heißt hier Liebe? Die Geschichte von Paul und Paula. Das Stück wurde 1977 mit dem Brüder-Grimm-Preis des Landes Berlin ausgezeichnet. Schon 1978 erschien der mit 2½ Stunden überlange  Kinofilm aus Aufnahmen aus mehreren Tagen Gastspiel in einem Schwabinger Zirkuszelt „mit ausgelassenem Publikum“. Laut Spiegel vom November 1978 haben bereits 80.000 Kinder und 40.000 Erwachsene das Stück gesehen. Es stieß bei Entscheidungsträgern mitunter auf Kritik. Die Rote Grütze wurde vom Kultusminister Nordrhein-Westfalens Jürgen Girgensohn per „Runderlaß“ 1976 aus den Schulen des Landes verbannt. Ebenso 1978 erschien das Stück als Mono-LP (Untertitel: Ein Spiel um Liebe und Sexualität / Für Leute in und nach der Pubertät; Label Rotkehlchen, Rotbuch Verlag, „Mit Plakat!“) und 1980 als Buch. Bis heute wurde es im In- und Ausland über 100 mal inszeniert. Neubearbeitet 2002 von Holger Franke. Das Theaterhaus Stuttgart bringt das Stück am 4. Oktober 1989 zum ersten Mal und spricht aus Sicht von 2013 von seiner erfolgreichsten Produktion: 7. Neufassung, rund 1000 Vorstellungen, besucht von nahezu 250.000 Jugendlichen und Erwachsenen.
Danach folgten weitere Theaterstücke, die sich mit aktuellen Themen beschäftigten wie Drogen (Mensch ich lieb’ dich doch, 1980), Fußball (Einer wie ich – oder wie Günter Netzer den Ball streichelt, 1986) oder Gewalt (Gewalt im Spiel, 1987).
Von 1996 bis 2001 ruhte das Spiel- und Produktionsgeschehen. Dann wurde das Theater Rote Grütze von Holger Franke und Ricky Strohecker neugegründet mit verschiedenen Spielorten in Berlin, Frankfurt (Oder) und Bonn.

## Ensemble (Auswahl)
Viele bekannte Künstler haben am Theater Rote Grütze gearbeitet, darunter:
- Anja Franke
- Heiner Goebbels (Musik)
- Momo Djender (Musik)
- Günter Jankowiak
- Dani Levy
- Albrecht Metzger („Tscherman Televischn praudly presents…“)
- Lutz Bublitz (Einer wie ich – oder wie Günter Netzer den Ball streichelt, 1986)